# راشيل مينر
راشيل مينر (بالإنجليزية: Rachel Miner)‏ هي ممثلة مسرحية، وممثلة أفلام، وممثلة تلفزيونية أمريكية، ولدت في 29 يوليو 1980م في نيويورك.

## وصلات خارجية
- راشيل مينر على موقع IMDb (الإنجليزية)
- راشيل مينر على موقع ألو سيني (الفرنسية)
- راشيل مينر على موقع ميوزك برينز (الإنجليزية)
- راشيل مينر على موقع أول موفي (الإنجليزية)
- راشيل مينر على موقع قاعدة بيانات برودواي على الإنترنت (الإنجليزية)
- راشيل مينر على موقع قاعدة بيانات الأفلام السويدية (السويدية)
- راشيل مينر على موقع إن إن دي بي (الإنجليزية)
- راشيل مينر على موقع قاعدة بيانات الفيلم (الإنجليزية)
- راشيل مينر على موقع كينوبويسك (الروسية)